# كايتالوغي
كايتالوغي (بالإنجليزية: Kaitalugi)‏ جزيرة أسطورية في ميلانيزيا حيث تتحطم السفن على المراسي ويتبعثر البحارة على الشاطئ. وينتظر البحارة على الشاطى حشد من النساء العاريات المتوحشات اللواتي يمسكن بالرجال ويغتصبنهم. وحالما تنتهي المرأة من الرجل تأتي التالية وتأخذه. وهكذا حتى ينهك الرجال ويموتون.